# Anyanevelés

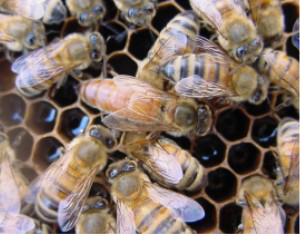
Méhanya

A méhészetben az anyanevelés feladata biztosítani a jó minőségű méhanyák következő nemzedékét. A méhek emberi beavatkozás nélkül is nevelnek anyát, ha szükséges, de ez nem mindig jó a termelés szempontjából, mivel időveszteséget okoz még akkor is, ha az új anya jól petéz, egészséges és utódai is a kívánt tulajdonságokat mutatják. A természetes módszer további hátránya, hogy nem tervezhető, sem az idő, sem a nevelt anyák számának szempontjából. Így az ifjú anyák esetleg kedvezőtlen időben fognak kikelni, amikor vagy rossz az idő, vagy nincs here. Az anyaneveléshez nagy igény esetén herenevelés is társul, így ekkor inkább méhtenyésztésről van szó.

## Természetes módszerek
Közvetlenül a raj kiszállása után a fölös fiatal anyák összegyűjthetők és felhasználhatók. Váltó családdal is lehet anyákat neveltetni. Ekkor sok anya nyerhető, ám nem egyszerre, hanem időben elhúzódva. Egy észre nem vett és fel nem használt anyabölcső véget vethet a folyamatnak.
A rajzásból való anyák a rajzás megindulása után jól fejlettek, a későbbiek rosszabbak. A váltást gyakran az előző anya hibája, betegsége okozta. Egyes fajták rajzás közeli állapotban akár több száz rajbölcsőt is építenek. A krajnai méhek ennél sokkal kevesebb bölcsőt építenek.

## Tervszerű anyanevelés

### Anyacsalád, dajkacsalád
A neveléshez a méhész dajkacsaládot és egy vagy néhány tenyészcsaládot választ. A tenyészcsaládok a lehető legjobbak legyenek, a dajkacsalád pedig erős legyen, mert csak ez tud kifogástalanul takarni és etetni. A tenyészcsaládoktól egy kis fiasítást vesznek el, a dajkacsaládoktól pedig elveszik az anyát: külön rekesztik három kerettel, vagy megölik. A dajkacsaládtól még a fiatal, anyának alkalmas fiasítást is elveszik, így a beadott leendő anyákat felneveli.
A tenyészcsaládok kiválasztásának szempontjai:
- Egészség
- Szelídség
- Termelőképesség
- Tisztogató hajlam
- Szipókahossz

### Módszerek
A tervszerű anyanevelésre több módszer is van:
- Álcás nevelés
- Petés nevelés

Az álcás nevelés előnye, hogy az eredmény biztos. Hátránya, hogy az álca kezdetben nem anyának való méhpempőt kap, és nem a méhész nem lehet biztos abban, hogy a megkapott álcát azonnal etetni is kezdik. Annyiban különbözik a természetes módszertől, hogy kiválasztható a család, és az álca is, ami így a nevelés kezdetén nem 3,5 napos, hanem legfeljebb 1,5 napos.
A petés nevelés bizonytalanabb, ám biztos, hogy kezdettől fogva anyának nevelik a belőle kikelő álcát. Ehhez a petét anyabölcső kezdetbe kell áthelyezni, ugyanis nem felel meg a méhek természetének az, hogy a petés sejtet anyabölcsővé alakítsák.
A dajkacsalád sokszor bizonytalan abban, hogy végül is mely álcákat tartja meg továbbnevelésre. A leendő anyák akár órákig is táplálék nélkül maradhatnak, és lehet, végül azokat az álcákat dobják ki, amiket korán kezdtek el etetni. Ha az anyanevelés nincs jól előkészítve, akár egy-két napig is élelem nélkül maradhatnak az álcák.
Mindkét módszerrel nagyban is lehet anyát nevelni. Az anyajelöltek mindkét esetben legfeljebb zsemleszínű sejtben legyenek, mert ezt alakítják át legszívesebben anyabölcsővé.
Előfordul, hogy a dajkacsalád mégsem nevel anyát a beadott tenyészanyagból, és a bölcsőket lerombolja. Ennek több oka lehet:
- Maradt saját bölcsője, és kikelt az anya
- Az öreg mellett fiatal anya is volt, és csak az egyiket vették el
- Utórajból vagy rajzott családból elűzött anya jutott be. Ez ellen vízszintes anyaráccsal szokták védeni a röpnyílást, amit kifelé nyíló csapóajtókkal látnak el, hogy a herék kijussanak.

#### Egyszerűbb módszerek

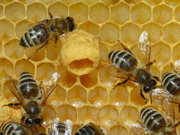
Anyabölcső

A dajkacsaládnak beadható lép, vagy lépszalag is. A legfiatalabb álcákból lesznek a legjobb anyák, ezért a harmadik, negyedik és ötödik napon szelektálni kell. A legfiatalabb álcás sejteket meg kell jelölni, mert a család folyamatosan építhet bölcsőket idősebb álcákra. A kilencedik nap az alkalmas bölcsők szétoszthatók.
Az anyarekesztéses módszer alkalmazásakor először a kaptár közepén három lépre rekesztik az anyát. Hat nap múlva zsemleszínűre cserélik a kereteket, és ezekre teszik át az anyát. A középső lépet a méhész előzőleg mézes vízzel öblíti le. Ide fog az anya petézni. Az innen kivett lépeket más családok kapják meg. Újabb három nap múlva az anyát három kereten tartalékolják, és a rácsokat kiveszik. A fedett fiasításon talált bölcsőket a méhész lerombolja, és ezután a lépes anyanevelésnek megfelelően jár el.
Az egész lépes nevelés hátránya, hogy sűrűn épülhetnek az anyabölcsők, vagy fedett fiasítás van köztük, aminek egy része megsérülhet, amikor kivágják az anyabölcsőket. A bölcsőket nehéz megfogni és áttenni. Emiatt javasolja Örösi, hogy a méhész teljes lép helyett lépszalagot adjon be.
Anyás családban is lehet anyát nevelni, ha a család elég erős. Így kevesebb új anya nevelhető, de a családnak a nevelés ideje alatt is van utánpótlása, így nem néptelenedik el. Mivel egy ilyen család kevésbé hajlandó anyát nevelni, ezért fontos a zsemleszínű lép. Négy keretet rekesztenek el anyaráccsal, ezek rendre egy fedett, egy fedetlen, egy fedett fiasításos lépet, végül egy virágporos lépet tesznek. Ide a fiasításról söpörnek méheket. Teljes lép helyett egy lépszalagot adnak be nevelésre. Rakodókaptárban a nevelésre szánt szalag mellé szimmetrikusan egy fedett fiasításos lépet és egy mézes-virágporos lépet tesznek. A mézteret és a fészket anyaráccsal választják el. Az anyarácsra bőrlemezt helyeznek, aminek csak a szélén hagynak 2 cm-es rést. A lép vagy szalag származhat egy másik családból is.

#### Fejlettebb módszerek
A dajkacsaládot a méhész már kora tavasszal kiválasztja fejlődésének lendülete alapján. Gyarapodását etetéssel fedett fiasítás beadásával, takarással, a bejáró szűkítésével is támogatja. A serkentést a fiasítás beadása előtt 10 nappal napi 3 dl sziruppal, majd a beadás napjától szilárd cukorral kell folytatni, viszont vigyázni kell, hogy nehogy megrajozzon. A nevelés egész időtartama alatt etetni kell, még akkor is, ha van hordás. Az anyátlan családok amúgy is gyengébben gyűjtenek. Az anyanevelésben fontosabb a minőség, mint a mennyiség. Anyátlan dajkacsalád legfeljebb 30, anyás legfeljebb 15 anyát tud nevelni.
Kivételt a szakaszos dajkáltatás jelenthet, de ekkor az anyák minősége vitatott. A fiasítást nem egyszerre, hanem szakaszosan adják be 2-5 napos időközönként, mert ez felel meg leginkább a méhek természetének. A többi módszernél több munkát igényel. A tapasztalatok szerint a legtöbb bölcső az elején épül. Jelentősége akkor lehet, ha egy családdal sok anyát akarnak nevelni, vagy pempőtermeléskor.
A dajkacsalád meganyátlanításának hátránya, hogy a családnak nem lesz utánpótlása, és tagjai elöregednek, így egyre rosszabb méhpempőt termelnek. Ezért csak egy alkalommal ajánlott így neveltetni, utána a családnak vissza kell adni az anyját, vagy anyásítani kell.
Az egyik módszer szerint a család pótbölcsőjét 8-9 nappal az anya elvétele után elveszik, és beadják a tenyészanyagot. Mivel más alkalmas fiasítása nincs, így ebből fog anyát nevelni. Hátránya, hogy ki kell vágni a pótbölcsőket, ez nehézkes és kényes feladat, a család két sorozat anyát nevel, ráadásul összesen 16-17 napig anyátlan, és sok dolgozó petefészke megduzzad, bár még nem kezdenek el petézni. Sőt, ha valahol maradt egy pótbölcső, akkor az egész kudarcba fullad, mert hamarabb kikel belőle az anya, mint a beadott fiasításból
Az anyarekesztős módszer esetén ezek a hátrányok nem merülnek fel, mert az anya kezdetben a családnál marad. Az anyát elkülönítik a fészek nevelő részétől. Nyolc napig az elkülönített részen levő egyetlen kereten petézik. A keretet naponta cserélik, és a kivett petés keretet más családnak adják. A nyolcadik napon az anyát elveszik, és a következő nap helyére teszik a tenyészanyagot. Az anyátlan részt ellenőrizni kell, hogy nincsenek-e bölcsők.
Az anyás dajkacsalád nem néptelenedik el, és a termelésből sem vonódik ki, de csak jó hordás idején, rajzás közeli állapotban alkalmas. A fent ismertetett lépes módszert használják, de sötét lépben csalogató fiatal álcás fiasítást is adnak a tenyészanyag mellé. A négy keresztes rész berendezése: keléshez közeli fedett fiasításos, építtető keret felső részén a tenyészanyaggal, csalogató lép, mézes-virágporos lép. Ha a gyűjtés még tart, a négy keretes részt újra berendezve még egy sorozat anya nevelhető.
A beadott lép valójában nem egész lép, hanem lépszalag építtető keretben vagy vagy visszametszett lép, aminek a sarkait visszavágják, vagy az alján vágják ki körívben. A szélén csak minden harmadik-negyedik álcát hagyják meg, hogy könnyebb legyen szétszedni az anyabölcsőket. A füzéres lépszalag megkönnyíti a bölcsők szétszedését, szétosztását és felerősítését.
A füzéres lépszalag elkészítéséhez először egy tenyérnyi, fiatal álcás darabot vágnak ki, amiből sejtsornyi szalagokat vágnak le. Ezeket oldalra fordítva az egyik sejtsort harmadára vágják. Ez tartalmazza a leendő anyákat. A felfűzött anyásító dugókat viaszba mártják, és a hosszú oldallal ráragasztják a füzért. A sort több darabból állítják össze. Ezután megritkítják az anyajelölteket, végül beadják.
A sejtes módszer egyes sejteket rögzít bölcsőtartókra. Gödöllői anyásító dugók viaszba mártásával mesterséges bölcsőkezdemények készíthetők. Léplyukasztóval vagy késsel feldarabolhatjuk a lépszalagot. Hagyományosan gödöllői anyásító dugó páratlan nyílásába helyezik a sejtet úgy, hogy kifelé nézzen. Peremét rányomogatják a viaszkockára. Az át nem fúrt lapra nehezebb ragasztani. Ezután a páros nyílásokon át fapálcikára fűzik, majd összeragasztják a kockákat úgy, hogy egyfelé nézzenek. A pálcika végeit kerethez rögzítik, és így adják be. A kockák feltűzés nélkül, a lépek viaszába nyomva is beadhatók. A módszer előnye, hogy a kocka megvédi a bölcsőket a kirágástól, továbbá a sejtek biztosan vannak rögzítve, mégis könnyen szétszedhetők.
A Jenter-készülék is segít előkészíteni az egyes sejteket. A tenyésztésre kijelölt anyát először bezárják egy olyan dobozba, aminek az alján műanyag sejtek vannak. Telepetézés után az anya elengedhető, a műanyag sejtek szétszedhetők és a készlet dugóival mesterséges anyabölcsőkezdetek alkothatók. A sejteket felragasztják, majd lefelé csüngő sejtekkel beadják.
Mindezzel sietni kell, mert az álcák kiszáradhatnak. A sejteket védeni kell az erős napsütéstől. A viaszt legjobb forró vízzel melegíteni.
A fiasítás tenyészkeretben is beadható. Ebbe több lépcsík is rögzíthető. Ütköző nem kell rá, mert így könnyebb felhúzni.
A bölcsőket a 6. és a 9. nap között kell megvizsgálni. Ekkor az anyák még nem kelnek. A nagy családok sokkal szívesebben fogadják a még fedetlen bölcsőket. Ekkor kell selejtezni a bölcsőket, a megmaradtakról pedig dönteni kell. Le kell selejtezni például a nyurga bölcsőket, amelyeket azért építettek ekkorára, mert kicsúszott az álca. Ebből már nem lesz anya. A bölcsőket nem mindig egyszerű megtalálni, mert ha bőséges az élelem, akkor beépítik a bölcsőket. A felépített lép néha majdnem teljesen eltakarja a bölcsőket, csak a hegyük látszik ki. Fény felé tartva azonban láthatóvá válnak a bölcsők. A beépítés ritkábban fordul elő, ha a család építtető keretet is kap.

#### Különleges módszerek
A méhész, ha elég jól lát, és elég ügyes, akkor mesterséges bölcsőben is beadhatja a nevelésre szánt álcát. Így több álca közül válogathat. Az anya ugyanolyan jó lesz, mintha természetes bölcsőben nevelkedett volna. A mesterséges bölcső a méhek által épített bölcső utánzata. Alja vastag, széle vékony. Mártogatással készül. Fontos, hogy mérete megfeleljen a természetesnek, különben nehezen fogadják el. A bölcsők nagyüzemben is gyárthatók.
A bölcsőket keretlécre vagy a keretre rögzített bölcsőtartókra ragasztják. A gödöllői anyásító dugók belsejébe is elhelyezhetők, és az anyásító dugók a tenyészkerethez rögzíthetők. Az álcák áthelyezése előtt egy napra a dajkacsaládhoz teszik, ami befejezi a bölcsőket.
Az álcák áthelyezését álcázásnak nevezik. Legalább 25 Celsius-fokot és 70%-os páratartalmat igényel. Az álca kiszáradhat, ha száraz a levegő, és megfázhat, ha alacsony a hőmérséklet. Még így is gyorsnak kell lenni. Az álca számára a kézmeleg a legkedvezőbb, így az álcázó szerszámot is melegíteni kell. Felmelegítik a bölcsőket is. Először a vízzel hígított pempőt teszik bele, majd az álcát. Ez a pempő csalinak és az álca rögzítésére jó. Hamar megkeményedik, az álca nem tudja elfogyasztani. Az álca nem süppedhet a pempőbe, mert megfullad. Ha megsérül, akkor a dajkacsalád kidobja. A beadás után öt napig nem szabad zavarni a dajkacsaládot.

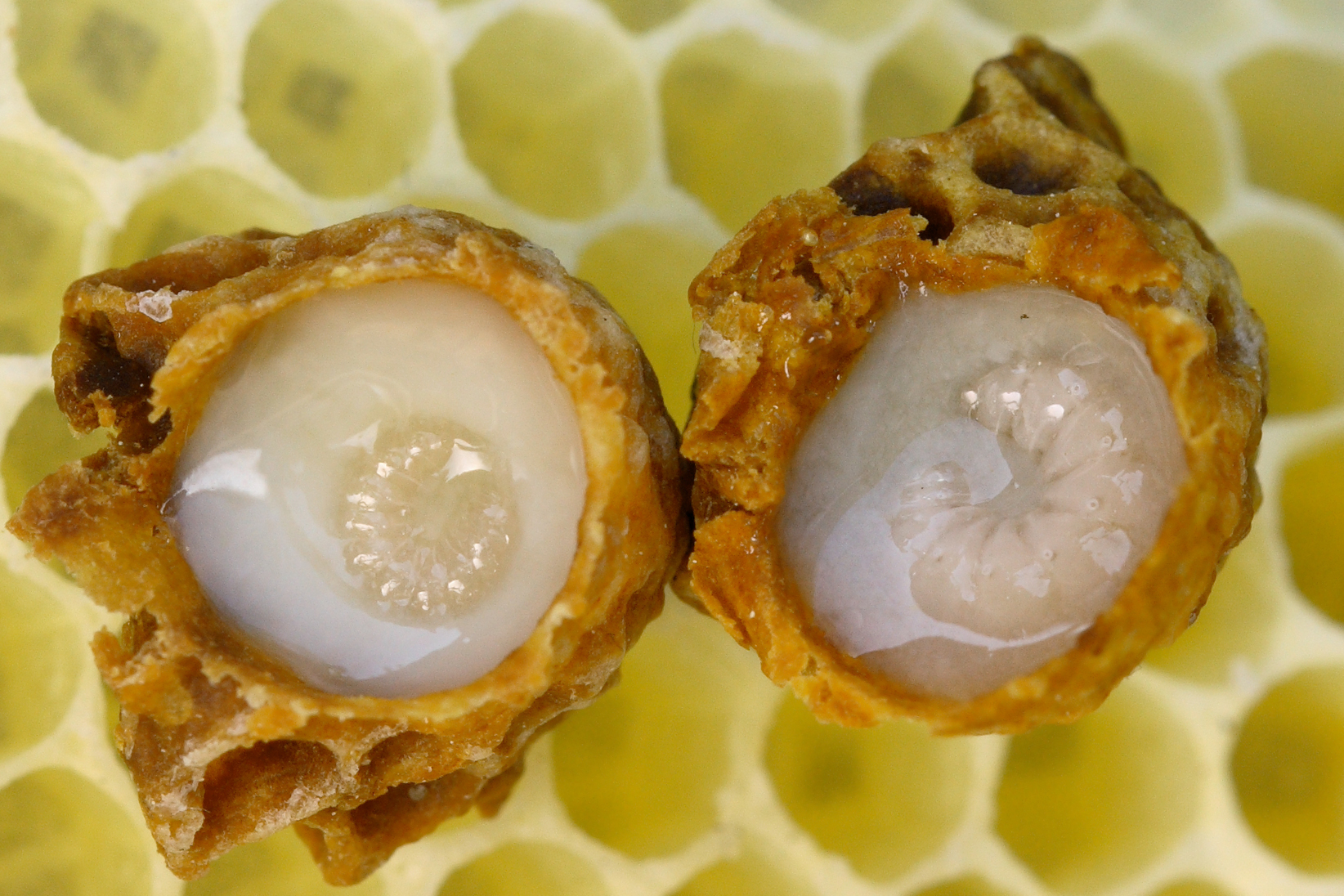
Fiatalabb anyaálcák méhpempőn úszva

A család rendszerint válogat az álcák között. Amelyiket elfogadja, annak kiépíti a bölcsőjét, és bőségesen ellátják pempővel. Amelyiket nem, abból kidobja az álcát, a pempőt pedig elfogyasztja vagy felhasználja. Ha 40 álca közül legalább 25-öt elfogadnak, akkor az eredmény jó. A sikert többféleképpen próbálják növelni. Ismételt álcázás esetén az első adag álcát 1-2 nap múlva lecserélik. A tulajdonképpeni leendő anyák csak a második sorozatban vannak. A pempőnek nem szabad felkavarodnia. Az új álcák igen bőséges táplálékot kapnak.
A fiasításhoz szoktatás esetén a tenyészanyagot lépben vagy lépcsíkban adják be már pete korában. Kelés után a felépített bölcsőket lerombolják, és mesterséges bölcsőkben adják be a neveltetésre kiválasztott álcákat. A tenyészanyaggal együtt az üres mesterséges bölcsőket is beadják.
A pótbölcsőből való álcázás esetén is először lépben adják be a tenyészanyagot, és csak később teszik át az álcákat a pempővel együtt. Ezeket az álcákat kevés kivétellel elfogadják. Ez az áthelyezés könnyebb, mert az álca nagyobb, és sérüléstől, kiszáradástól sem kell tartani.
A mesterséges bölcső előnye, hogy nem kell álcákat elpusztítani, több álcából lehet válogatni, a dajkák nem kapnak túl sok álcát, és a bölcsők bölcsőtartóra kerülnek, ezért könnyen kezelhetők. Ezzel a módszerrel irányítható a legjobban a nevelés.
Álcás nevelés esetén az új anyák nem eleve anyának, hanem dolgozónak készültek. Életük első napjaiban nem anyának való pempőt kaptak. Ha már közvetlenül a kikelés után anyaálcaként kezelnék, akkor valószínű, hogy jobb anyákat kapnának. Valóban, az így nevelt anyák testsúlya mintegy 10%-kal nagyobb, mint az álcás neveléssel kapott anyáké. Örösi idején még nem tudták, hogy ez vajon jobb minőséget jelent-e. Ez a módszer több időt, de kevesebb kézügyességet igényel, mint az álcás nevelés.
A módszer számára nehézséget jelenthet, hogy a kiválasztott anya nem biztos, hogy hajlandó mesterséges bölcsőbe petézni. Ha mégis sikerül, akkor sem biztos, hogy a dajkák elfogadják. A petét nehezebb áttenni, mint az álcát; a legtöbb pete megsérül, és kidobják.
A petét a kimetszett sejttel könnyű áttenni, de csak pempős bölcsőbe helyezve fogadják el, az előző sorozat álca kidobása után. Az idősebb álcák után nagyobb mélyedés marad. Az álcákat a méhész vékony, görbe csipesszel szedi ki, ami azért jobb, mint az egyenes, mert nem takarja el a bölcső belsejét. A viaszlemezt metszővel vágja ki, és nyeles tűvel teszi át. A metszőnek élesnek, a nyeles tűnek tompának kell lennie. A pempő segít rögzíteni a lemezkét. A kikelő álca nem fog tudni ebből fogyasztani.
A petét jobban elfogadják, ha 2-3 napos. Ezek az éppen kelő álcák közelében találhatók. Elvben a pete akár öreg lépből is kivágható, de ezt a sok bábing miatt nehéz kivágni. A legjobb a fiatal lép. Egy gyufaskatulya méretű darabból 30-40 pete nyerhető. A peték nagyon érzékenyek, csak rövid ideig bírják a fészekhőmérséklet alatti hőfokot.
A ragasztáshoz elég, ha a pempő keskeny szegéllyel kilátszik a lemezke alól, de jobban elfogadják őket, ha a pempő 4–5 mm vastag. Több pempő esetén újra rosszabb az elfogadás. Mivel a bölcső két álca pempőjét tartalmazza, ezért nagyobbra építik a megszokottnál. Erre figyelni kell, ha a nyurga bölcsőket kiszelektáljuk.
Nagybani nevelésre több fent említett módszer is használható. Gyakran túl korán kezdik, vagy nem selejteznek elég szigorúan. A várható szükségletnél kétszer több jelölttel kezdik, a selejtezések és a gyengébb sorozatok miatt. A méhésznek szüksége van egy másik telephelyre is röptávon kívül, mert ekkora mennyiséget már nem lehet pincézni. Maga a nevelés még az anyákkal való foglalkozás kevésbé kockázatos és költséges része; a pároztatás és az anyásítás a problémásabb.
Nagybani anyanevelés esetén sokszor különválasztják a dajkáltatást kezdő és a dajkáltatást folytató családokat. A kezdő családhoz akár összesöpört méhek is használhatók, de tartós gondozásra alkalmatlanok. Az ismételt dajkáltatás csak néhány sorozatra alkalmas; ekkor a két napja gondozott álcákat szétosztják több dajkáltató család között, amelyek lehetnek anyásak, és nem kell őket kivonni a termelésből.
Tartós anyanevelésre folytonos dajkacsalád alkalmas. A három kijárós kaptár ügyes felosztásával elérhető, hogy a családnak utánpótlása is legyen. Először anyaráccsal egyenlőtlenül kettéválasztják a családot, hogy az anya a nagyobb részben legyen. Nyolc nap múlva az anyarácsot deszkára cserélik, az anyarácsot a másik oldalra teszik, így 3 keretre korlátozzák az anyát. és másnap az anyátlan részbe beadják a tenyészanyagot. A fiasítást az anyától átteszik a harmadik részbe. Újabb nyolc nap múlva a bölcsők keltetőbe kerülnek, majd kicserélik a deszkát és az anyarácsot. A műveleteket ezután a két oldal felcserélésével hajtják végre, így felváltva lesz az egyik oldal nevelő és tartalék.

## Alkalmas körülmények
Anyanevelésre a legalkalmasabb idő a kiterjeszkedés időszaka, és leginkább a főhordás ideje. Hordástalan időben az anya párzása bizonytalan. Pároztatni lehet az anya nevelésének helyszínén, vagy pároztató telepen. A tervszerű méhtenyésztéshez az apacsaládot is ki kell választani. Amikor természetes körülmények között nincs here, akkor herepetéző anyával lehet herét biztosítani.
Mivel az anyák megküzdenek egymással kelésük után, ezért célszerű már a befedés után kalitkázni a bölcsőket.
Magyarországon csak a Méhtenyésztők Egyesületének tagjai adhatnak el általuk tenyésztett anyát. Csak a krajnai méh magyar tájfajtáját tenyészthetik, és minden évben megvizsgálják, hogy mennyire mutatják a kijelölt családok a fajtajellegeket. A mai Magyarországon igazából nem figyelik és nem tesztelik le a tenyészcsaládok viselkedését; ez a méhtenyésztőre van bízva.